# Freestyle ai XXIII Giochi olimpici invernali - Gobbe femminile
La gara di gobbe femminile di freestyle dei XXIII Giochi olimpici invernali di Pyeongchang si è svolta dal 9 all'11 febbraio 2018 al Bokwang Phoenix Park di Bongpyeong.

## Programma
Gli orari sono in UTC+9.
| Giorno      | Ora   | Turno            |
| ----------- | ----- | ---------------- |
| 9 febbraio  | 10:00 | Qualificazione 1 |
| 11 febbraio | 19:30 | Qualificazione 2 |
| 11 febbraio | 21:00 | Finale 1         |
| 11 febbraio | 21:35 | Finale 2         |
| 11 febbraio | 22:10 | Finale 3         |

## Risultati

### Qualificazioni
Le prime 10 classificate del primo turno di qualificazione sono state ammesse direttamente alla finale. Le altre concorrenti sono state ammesse al secondo turno di qualificazione.

#### Primo turno
QF — Qualificata per la finale
DNF — Ritirata
DNS — Non partita
| Pos. | #  | Atleta                  | Nazione                      | Tempo | Punteggio | Punteggio | Punteggio | Totale | Note |
| Pos. | #  | Atleta                  | Nazione                      | Tempo | Curve     | Salti     | Tempo     | Totale | Note |
| ---- | -- | ----------------------- | ---------------------------- | ----- | --------- | --------- | --------- | ------ | ---- |
| 1    | 13 | Perrine Laffont         | Francia                      | 28"87 | 50.5      | 13.75     | 15.47     | 79.72  | QF   |
| 2    | 3  | Andi Naude              | Canada                       | 29"10 | 49.6      | 14.79     | 15.21     | 79.60  | QF   |
| 3    | 5  | Morgan Schild           | Stati Uniti                  | 29"76 | 48.8      | 14.48     | 14.48     | 77.74  | QF   |
| 4    | 8  | Justine Dufour-Lapointe | Canada                       | 29"26 | 48.3      | 14.33     | 15.03     | 77.66  | QF   |
| 5    | 18 | Jaelin Kauf             | Stati Uniti                  | 28"91 | 48.3      | 13.73     | 15.42     | 77.45  | QF   |
| 6    | 2  | Britteny Cox            | Australia                    | 28"94 | 48.4      | 12.99     | 15.39     | 76.78  | QF   |
| 7    | 19 | Julija Galyševa         | Kazakistan                   | 30"51 | 47.1      | 15.64     | 13.62     | 76.36  | QF   |
| 8    | 10 | Keaton McCargo          | Stati Uniti                  | 29"84 | 48.5      | 12.80     | 14.37     | 75.67  | QF   |
| 9    | 9  | Arisa Murata            | Giappone                     | 29"90 | 46.0      | 13.83     | 14.30     | 74.13  | QF   |
| 10   | 16 | Audrey Robichaud        | Canada                       | 32"32 | 48.3      | 12.60     | 11.58     | 72.48  | QF   |
| 11   | 20 | Regina Rachimova        | Atleti Olimpici dalla Russia | 31"74 | 45.4      | 14.14     | 12.23     | 71.77  |      |
| 12   | 1  | Marika Pertachija       | Atleti Olimpici dalla Russia | 30"37 | 44.6      | 12.05     | 13.78     | 70.43  |      |
| 13   | 15 | Chloé Dufour-Lapointe   | Canada                       | 30"01 | 44.0      | 11.35     | 14.18     | 69.53  |      |
| 14   | 21 | Jakara Anthony          | Australia                    | 30"52 | 43.4      | 12.48     | 13.61     | 69.49  |      |
| 15   | 25 | Madii Himbury           | Australia                    | 31"45 | 44.0      | 12.42     | 12.56     | 68.98  |      |
| 16   | 30 | Camille Cabrol          | Francia                      | 31"96 | 44.7      | 12.21     | 11.98     | 68.89  |      |
| 17   | 28 | Claudia Gueli           | Australia                    | 31"17 | 43.1      | 12.71     | 12.87     | 68.68  |      |
| 18   | 11 | Hedvig Wessel           | Norvegia                     | 29"70 | 42.0      | 12.11     | 14.53     | 68.64  |      |
| 19   | 14 | Seo Jee-won             | Corea del Sud                | 30"71 | 45.0      | 10.07     | 13.39     | 68.46  |      |
| 20   | 17 | Ekaterina Stoljarova    | Atleti Olimpici dalla Russia | 30"82 | 42.3      | 12.12     | 13.27     | 67.69  |      |
| 21   | 6  | Deborah Scanzio         | Svizzera                     | 30"82 | 41.2      | 11.91     | 13.27     | 66.38  |      |
| 22   | 29 | Tess Johnson            | Stati Uniti                  | 30"56 | 41.7      | 10.29     | 13.56     | 65.55  |      |
| 23   | 26 | Katharina Förster       | Germania                     | 29"71 | 39.4      | 9.25      | 14.52     | 63.17  |      |
| 24   | 24 | Léa Bouard              | Germania                     | 29"18 | 33.6      | 6.99      | 15.12     | 55.71  |      |
| 25   | 12 | Melanie Meilinger       | Austria                      | 33"78 | 37.0      | 8.02      | 9.93      | 54.95  |      |
| 26   | 22 | Ayaulum Amrenova        | Kazakistan                   | 35"15 | 36.5      | 7.89      | 8.39      | 52.78  |      |
| 27   | 4  | Wang Jin                | Cina                         | 34"87 | 35.9      | 6.69      | 8.70      | 51.29  |      |
| 28   | 23 | Guan Ziyan              | Cina                         | 36"30 | 32.7      | 8.32      | 7.09      | 48.11  |      |
| 29   | 27 | Tetjana Petrova         | Ucraina                      | 36"69 | 31.5      | 8.04      | 6.65      | 46.19  |      |
| 30   | 7  | Seo Jung-hwa            | Corea del Sud                | 41"80 | 9.2       | 6.47      | 0.90      | 16.57  |      |

#### Secondo turno
QF — Qualificata per la finale
DNF — Ritirata
DNS — Non partita
| Pos. | #  | Atleta                | Nazione                      | Run 1 | Tempo | Punteggio | Punteggio | Punteggio | Totale | Migliore run | Note |
| Pos. | #  | Atleta                | Nazione                      | Run 1 | Tempo | Curve     | Salti     | Tempo     | Totale | Migliore run | Note |
| ---- | -- | --------------------- | ---------------------------- | ----- | ----- | --------- | --------- | --------- | ------ | ------------ | ---- |
| 1    | 19 | Tess Johnson          | Stati Uniti                  | 65.55 | 30.97 | 50.0      | 12.23     | 13.10     | 75.33  | 75.33        | Q    |
| 2    | 9  | Ekaterina Stolyarova  | Atleti Olimpici dalla Russia | 67.69 | 30.63 | 47.8      | 12.12     | 13.48     | 73.40  | 73.40        | Q    |
| 3    | 11 | Jakara Anthony        | Australia                    | 69.49 | 31.69 | 48.3      | 12.76     | 12.29     | 73.35  | 73.35        | Q    |
| 4    | 10 | Regina Rakhimova      | Atleti Olimpici dalla Russia | 71.77 | 31.95 | 46.7      | 14.12     | 12.00     | 72.82  | 72.82        | Q    |
| 5    | 5  | Hedvig Wessel         | Norvegia                     | 68.64 | 30.03 | 44.9      | 12.60     | 14.16     | 71.66  | 71.66        | Q    |
| 6    | 4  | Seo Jung-hwa          | Corea del Sud                | 16.57 | 29.45 | 44.4      | 12.37     | 14.81     | 71.58  | 71.58        | Q    |
| 7    | 1  | Marika Pertakhiya     | Atleti Olimpici dalla Russia | 70.43 | 36.98 | 16.8      | 7.79      | 6.33      | 30.92  | 70.43        | Q    |
| 8    | 8  | Chloé Dufour-Lapointe | Canada                       | 69.53 | 29.45 | 43.4      | 10.27     | 14.81     | 68.48  | 69.53        | Q    |
| 9    | 16 | Katharina Förster     | Germania                     | 63.17 | 30.05 | 45.9      | 9.34      | 14.14     | 69.38  | 69.38        | Q    |
| 10   | 15 | Madii Himbury         | Australia                    | 68.98 | 31.44 | 45.8      | 10.99     | 12.57     | 69.36  | 69.36        | Q    |
| 11   | 3  | Deborah Scanzio       | Svizzera                     | 66.38 | 31.29 | 44.7      | 11.58     | 12.74     | 69.02  | 69.02        |      |
| 12   | 20 | Camille Cabrol        | Francia                      | 68.89 | DNF   | DNF       | DNF       | DNF       | DNF    | 68.89        |      |
| 13   | 18 | Claudia Gueli         | Australia                    | 68.68 | 38.35 | 19.5      | 10.91     | 4.78      | 35.19  | 68.68        |      |
| 14   | 7  | Seo Jee-won           | Corea del Sud                | 68.46 | 31.55 | 44.2      | 7.96      | 12.45     | 64.61  | 68.46        |      |
| 15   | 14 | Léa Bouard            | Germania                     | 55.71 | 28.96 | 40.1      | 9.62      | 15.36     | 65.08  | 65.08        |      |
| 16   | 6  | Melanie Meilinger     | Austria                      | 54.95 | 34.61 | 41.2      | 7.51      | 9.00      | 57.71  | 57.71        |      |
| 17   | 12 | Ayaulum Amrenova      | Kazakistan                   | 52.78 | 35.25 | 23.4      | 7.00      | 8.28      | 38.68  | 52.78        |      |
| 18   | 13 | Guan Ziyan            | Cina                         | 48.11 | 35.50 | 35.6      | 8.20      | 8.00      | 51.80  | 51.80        |      |
| 19   | 2  | Wang Jin              | Cina                         | 51.29 | 35.01 | 28.2      | 6.31      | 8.55      | 43.06  | 51.29        |      |
| 20   | 17 | Tetiana Petrova       | Ucraina                      | 46.19 | 37.62 | 14.3      | 3.16      | 5.61      | 23.07  | 46.19        |      |

### Finale

#### Primo turno
QF — Qualificata per la finale
| Pos. | #  | Atleta                  | Nazione                      | Tempo | Punteggio | Punteggio | Punteggio | Totale | Note |
| Pos. | #  | Atleta                  | Nazione                      | Tempo | Curve     | Salti     | Tempo     | Totale | Note |
| ---- | -- | ----------------------- | ---------------------------- | ----- | --------- | --------- | --------- | ------ | ---- |
| 1    | 17 | Justine Dufour-Lapointe | Canada                       | 29.70 | 50.6      | 14.37     | 14.53     | 79.50  | Q    |
| 2    | 16 | Jaelin Kauf             | Stati Uniti                  | 28.79 | 50.7      | 12.47     | 15.56     | 78.73  | Q    |
| 3    | 13 | Keaton McCargo          | Stati Uniti                  | 30.04 | 50.6      | 12.13     | 14.15     | 76.88  | Q    |
| 4    | 8  | Jakara Anthony          | Australia                    | 30.46 | 50.1      | 13.04     | 13.67     | 76.81  | Q    |
| 5    | 15 | Britteny Cox            | Australia                    | 29.19 | 48.1      | 12.59     | 15.10     | 75.79  | Q    |
| 6    | 20 | Perrine Laffont         | Francia                      | 29.33 | 48.1      | 12.71     | 14.95     | 75.76  | Q    |
| 7    | 14 | Yuliya Galysheva        | Kazakistan                   | 30.62 | 47.3      | 14.31     | 13.49     | 75.10  | Q    |
| 8    | 11 | Audrey Robichaud        | Canada                       | 32.00 | 47.2      | 15.13     | 11.94     | 74.27  | Q    |
| 9    | 10 | Tess Johnson            | Stati Uniti                  | 30.68 | 47.7      | 12.97     | 13.43     | 74.10  | Q    |
| 10   | 19 | Andi Naude              | Canada                       | 29.06 | 45.5      | 13.24     | 15.25     | 73.99  | Q    |
| 11   | 7  | Regina Rakhimova        | Atleti Olimpici dalla Russia | 30.92 | 46.6      | 13.82     | 13.16     | 73.58  | Q    |
| 12   | 9  | Ekaterina Stolyarova    | Atleti Olimpici dalla Russia | 30.52 | 48.0      | 11.62     | 13.61     | 73.23  | Q    |
| 13   | 2  | Katharina Förster       | Germania                     | 29.63 | 46.4      | 11.32     | 14.61     | 72.33  |      |
| 14   | 5  | Seo Jung-hwa            | Corea del Sud                | 29.77 | 45.0      | 12.86     | 14.45     | 72.31  |      |
| 15   | 18 | Morgan Schild           | Stati Uniti                  | 30.80 | 45.5      | 13.44     | 13.29     | 72.23  |      |
| 16   | 4  | Marika Pertakhiya       | Atleti Olimpici dalla Russia | 30.52 | 46.9      | 11.14     | 13.61     | 71.65  |      |
| 17   | 3  | Chloé Dufour-Lapointe   | Canada                       | 30.39 | 45.8      | 11.43     | 13.75     | 70.98  |      |
| 18   | 12 | Arisa Murata            | Giappone                     | 30.51 | 44.8      | 12.35     | 13.62     | 70.77  |      |
| 19   | 6  | Hedvig Wessel           | Norvegia                     | 29.99 | 43.0      | 11.57     | 14.20     | 68.77  |      |
| 20   | 1  | Madii Himbury           | Australia                    | 31.03 | 42.5      | 12.66     | 13.03     | 68.19  |      |

#### Secondo turno
QF — Qualificata per la finale
| Pos. | #  | Atleta                  | Nazione                      | Tempo | Punteggio | Punteggio | Punteggio | Totale | Note |
| Pos. | #  | Atleta                  | Nazione                      | Tempo | Curve     | Salti     | Tempo     | Totale | Note |
| ---- | -- | ----------------------- | ---------------------------- | ----- | --------- | --------- | --------- | ------ | ---- |
| 1    | 3  | Andi Naude              | Canada                       | 28.98 | 48.2      | 15.24     | 15.34     | 78.78  | Q    |
| 2    | 8  | Britteny Cox            | Australia                    | 28.99 | 49.6      | 13.35     | 15.33     | 78.28  | Q    |
| 3    | 7  | Perrine Laffont         | Francia                      | 29.78 | 49.7      | 13.72     | 14.44     | 77.86  | Q    |
| 4    | 12 | Justine Dufour-Lapointe | Canada                       | 29.70 | 49.1      | 13.85     | 14.53     | 77.48  | Q    |
| 5    | 9  | Jakara Anthony          | Australia                    | 30.48 | 50.4      | 12.80     | 13.65     | 76.85  | Q    |
| 6    | 6  | Yuliya Galysheva        | Kazakistan                   | 30.65 | 47.6      | 15.75     | 13.46     | 76.81  | Q    |
| 7    | 11 | Jaelin Kauf             | Stati Uniti                  | 28.74 | 47.3      | 13.12     | 15.61     | 76.03  |      |
| 8    | 10 | Keaton McCargo          | Stati Uniti                  | 29.54 | 48.2      | 12.88     | 14.71     | 75.79  |      |
| 9    | 5  | Audrey Robichaud        | Canada                       | 32.47 | 48.2      | 15.28     | 11.41     | 74.89  |      |
| 10   | 2  | Regina Rakhimova        | Atleti Olimpici dalla Russia | 30.87 | 46.0      | 14.34     | 13.21     | 73.55  |      |
| 11   | 1  | Ekaterina Stolyarova    | Atleti Olimpici dalla Russia | 30.48 | 47.1      | 11.99     | 13.65     | 72.74  |      |
| 12   | 4  | Tess Johnson            | Stati Uniti                  | 30.77 | 46.7      | 10.47     | 13.32     | 70.49  |      |

#### Terzo turno
| Pos.    | # | Atleta                  | Nazione    | Tempo | Punteggio | Punteggio | Punteggio | Totale | Note |
| Pos.    | # | Atleta                  | Nazione    | Tempo | Curve     | Salti     | Tempo     | Totale | Note |
| ------- | - | ----------------------- | ---------- | ----- | --------- | --------- | --------- | ------ | ---- |
| Oro     | 4 | Perrine Laffont         | Francia    | 29.36 | 50.5      | 13.24     | 14.91     | 78.65  |      |
| Argento | 3 | Justine Dufour-Lapointe | Canada     | 29.54 | 49.4      | 14.45     | 14.71     | 78.56  |      |
| Bronzo  | 1 | Yuliya Galysheva        | Kazakistan | 30.14 | 47.9      | 15.47     | 14.03     | 77.40  |      |
| 4       | 2 | Jakara Anthony          | Australia  | 30.94 | 49.1      | 13.12     | 13.13     | 75.35  |      |
| 5       | 5 | Britteny Cox            | Australia  | 28.29 | 47.3      | 11.66     | 16.12     | 75.08  |      |
| -       | 6 | Andi Naude              | Canada     | DNF   | DNF       | DNF       | DNF       | DNF    |      |